# مستودع أونكالو للوقود النووي المستنفد

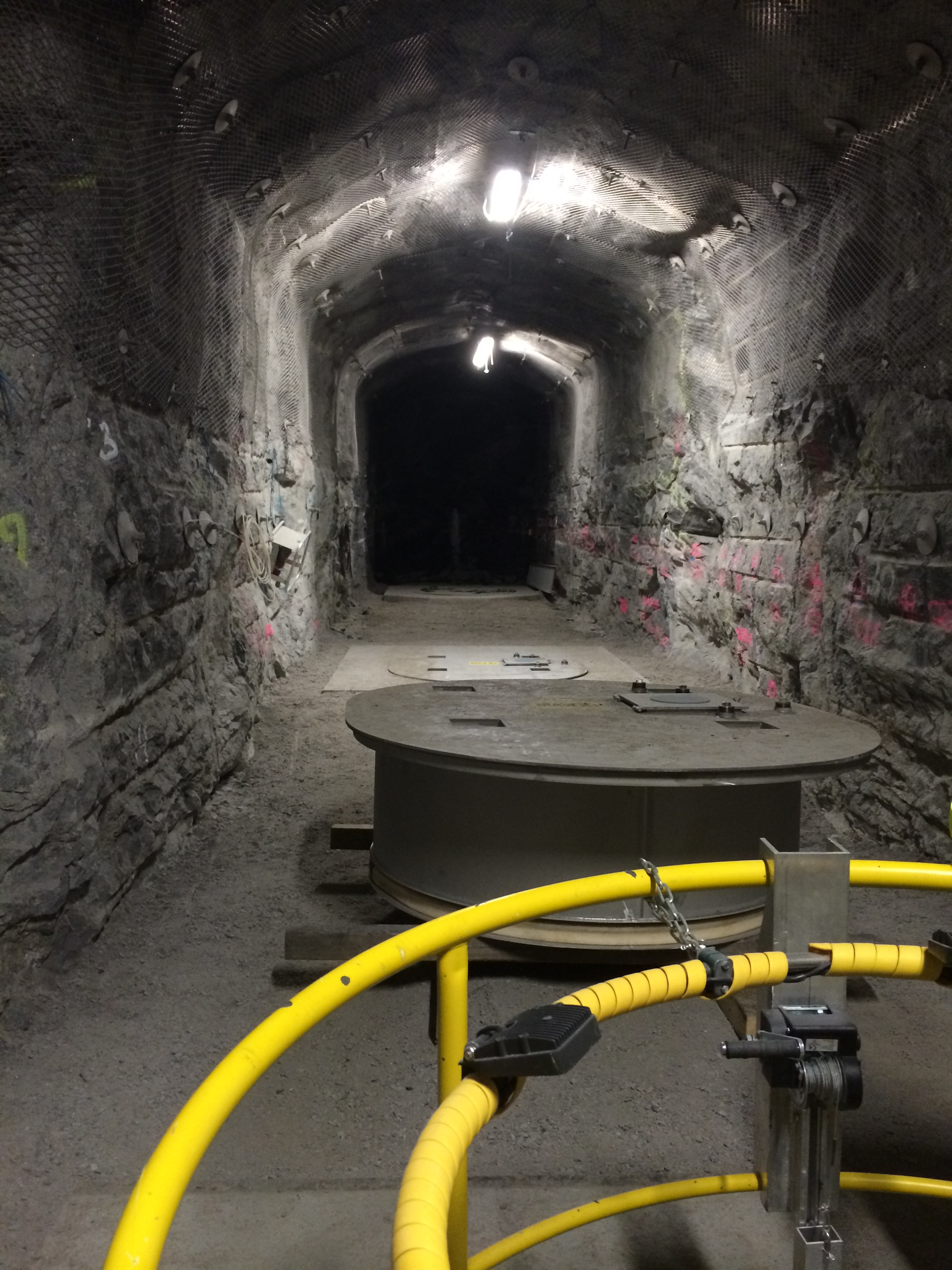
كهف في العمق النهائي.

صوامع النفايات ذات المستوى المنخفض داخل المستودع.

مستودع أونكالو للوقود النووي المستنفد هو مستودع جيولوجي عميق للتخلص النهائي من الوقود النووي المستهلك، وهو أول مستودع من نوعه في العالم للنفايات عالية المستوى.

## نبذة
المستودع قيد الإنشاء حاليًا في محطة أولكيليوتو للطاقة النووية لتوليد الطاقة على الساحل الغربي لفنلندا بواسطة شركة بوسيفا. تعتمد على طريقة KBS-3 لدفن النفايات النووية وهي تقنية للتخلص من النفايات المشعة عالية المستوى في السويد.